# Emancipation
Emancipation é o terceiro álbum (o primeiro DVD) da banda de rock instrumental Brasil Papaya.

## O Álbum
O álbum foi lançado em 2011, em comemoração aos 18 anos da banda. Ele foi gravado no Teatro Alvaro de Carvalho (TAC) em Florianópolis no dia 17 de março de 2011, totalmente em Full HD!
A ideia do DVD começou com um projeto que a banda escreveu para o governo estadual catarinense. Este projeto foi selecionado, e por isso financiado (uma parte) pelo Funcultural (Fundo de Incentivo à Cultura de Santa Catarina). Pelas palavras da própria banda: "Este projeto foi pensado para retratar a banda como é ela ao vivo, sem overdubs, sem truques... Som puro e direto!"
Para a direção, a banda contratou Antônio Rossa

## Faixas
1. "For All"
2. "Happy Guitars"
3. "Esperanza"
4. "Mamão Blues"
5. "The Heart Ends... The Dream Begins"
6. "Noyé"
7. "Pé na Tábua"
8. "Burst In"
9. "Libertango"
10. "Matando a Inocência"
11. "Kichute"

## Músicos
- Eduardo Pimentel: Guitarras, Violões, Cavaquinho, Pandeiro e Derbak
- Renato Pimentel: Guitarras e Violões
- Adriano “Baga” Rotini: Baixos
- Alex Paulista: Bateria e Timbales

### Convidados
- Marcos Gaitero - gaita ponto, em "Libertango"
- Andria Busic - participação em "Pé na Tábua"